# Мария-Тринидад-Санчес
Мария-Тринидад-Санчес (исп. María Trinidad Sánchez) — провинция Доминиканской Республики. Была отделена от провинции Самана в 1959 году. Названа в честь выдающейся женщины-солдата в войнах за независимость.

## Муниципалитеты и муниципальные районы
Провинция разделена на четыре муниципалитета (municipio), а в пределах муниципалитетов — на пять муниципальных районов (distrito municipal — D.M.):
- Кабрера
  - Арройо-Саладо (D.M.)
  - Ла-Энтрада (D.M.)
- Нагуа
  - Арройо-ал-Медио (D.M.)
  - Лас-Гордас (D.M.)
  - Сан-Хосе-де-Матансас (D.M.)
- Рио-Сан-Хуан
- Эль-Фактор
  - Эль-Посо (D.M.)

Население по муниципалитетам на 2012 год (сортируемая таблица):
| № | Название                        | Общее население | Городское население | Сельское население |
| - | ------------------------------- | --------------- | ------------------- | ------------------ |
| 1 | Кабрера                         | 24 218          | 9740                | 14 478             |
| 2 | Нагуа                           | 79 420          | 50 041              | 29 379             |
| 3 | Рио-Сан-Хуан                    | 16 998          | 12 443              | 4555               |
| 4 | Эль-Фактор                      | 20 148          | 10 072              | 10 076             |
|   | Провинция Мария-Тринидад-Санчес | 140 784         | 82 296              | 58 488             |